# Suecos estonios
Los suecos estonios (en sueco: estlandssvenskar, lit. 'suecos estonios', coloquialmente aibofolke, "gente de la isla"; en estonio: eestirootslased), o suecos de la costa (en estonio: rannarootslased) son una minoría étnica de habla sueca que reside tradicionalmente en las zonas costeras y las islas de lo que ahora es el oeste y el norte de Estonia. El comienzo atestiguado del asentamiento continuo de suecos estonios en estas áreas (conocido como Aibolandia) se remonta a los s. XIII y XIV, cuando se cree que sus antepasados suecos llegaron a Estonia desde lo que ahora es Suecia y Finlandia. Casi toda la minoría de habla sueca de Estonia huyó a Suecia durante la Segunda Guerra Mundial, y solo los descendientes de unas pocas personas que se quedaron atrás son residentes permanentes en Estonia en la actualidad.

## Historia

### Historia antigua
La población de habla sueca en Estonia persistió durante unos 650 años. La primera mención escrita de la población sueca en Estonia data de 1294, en las leyes del pueblo de Haapsalu. Otras menciones tempranas de suecos en Estonia se produjeron en 1341 y 1345 (cuando un monasterio estonio en Padise vendió "Laoküla Estate" y la isla Suur-Pakri a un grupo de suecos). Según algunos de los nombres de lugares, es posible que hubiera una presencia sueca en Estonia incluso antes. Durante los s. XIII al XV, un gran número de suecos llegaron a la costa de Estonia desde partes de habla sueca de Finlandia, que formaba parte del reino de Suecia (y permanecería así hasta 1809), a menudo asentándose en tierras propiedad de la Iglesia. El primer registro documentado de la isla de Ruhnu (en sueco: Runö) y de su población sueca es también una carta de 1341 enviada por el obispo de Curlandia que confirmaba el derecho de los isleños a residir y administrar sus propiedades de acuerdo con la ley sueca. .

### Estonia sueca

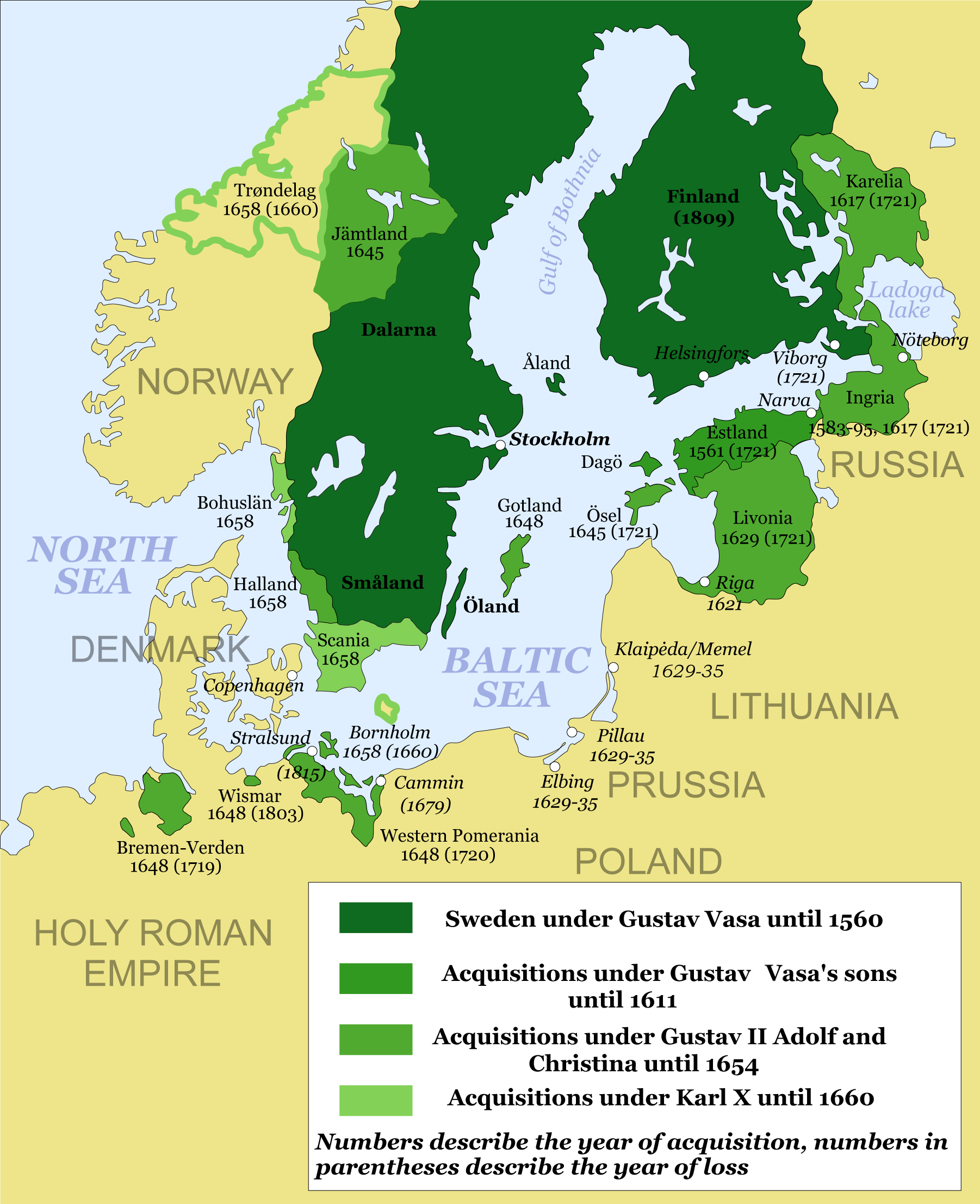
El Imperio sueco en 1658, incluido el Dominio de la Estonia sueca y el Dominio de la Livonia sueca (ahora el sur de Estonia).

En 1561, Suecia estableció el dominio de la Estonia sueca o ducado de Estonia, que mantendría hasta 1710 (formalmente hasta 1721, cuando el territorio fue cedido a Rusia en virtud del tratado de Nystad). Los suecos estonios prosperaron durante este período y el sueco, junto con el alemán y el estonio, era uno de los idiomas oficiales.

### Dominio ruso
Después de que la Orden Teutónica perdiera gran parte de su poder en el siglo XVI y de que la Estonia sueca fuera perdida tras la Gran Guerra del Norte (1700-1721), las condiciones empeoraron para los suecos en Estonia: las tierras en las que se habían asentado a menudo les eran confiscadas. la Iglesia y dado a la nobleza local, y los impuestos aumentaron. Esta situación siguió siendo la misma durante el dominio ruso y el sufrimiento de los suecos estonios continuó ya que, por ejemplo, las reformas agrarias que liberaron la tierra de los siervos estonios en 1816 no se aplicaron a los suecos estonios (en su mayoría no siervos).
En ciertos momentos durante el período de la Estonia rusa, grupos de suecos estonios se vieron obligados a abandonar Estonia hacia otras partes del Imperio ruso. En particular, la emperatriz Catalina II de Rusia obligó a los 1000 suecos de Hiiumaa (en sueco: Dagö) a mudarse al sur de Rusia (hoy litoral de Ucrania) en 1781, donde establecieron la comunidad de Gammalsvenskby (hoy dentro del óblast de Jersón).
Las posiciones de los suecos estonios mejoraron durante las décadas de 1850 y 1860, debido a nuevas reformas agrarias, pero la discriminación se mantuvo durante el resto del período del gobierno zarista en Estonia.

### Periodo de entreguerras
Después de la Primera Guerra Mundial y la Revolución rusa, se creó la república independiente de Estonia en 1918. La constitución de Estonia independiente otorgó a los grupos étnicos minoritarios el control sobre su idioma de educación, el derecho a formar instituciones para sus derechos nacionales y sociales, el derecho a usar su idioma nativo en funciones oficiales donde constituían mayorías de la población, y la elección de nacionalidad. Suecos, alemanes del báltico, rusos y judíos tenían ministros en el nuevo gobierno nacional. Se formó Svenska Folkförbundet, una organización política sueca. En 1925 se aprobó una nueva ley que otorgaba más autonomía cultural, aunque los rusos y los suecos estonios no aprovecharon estas nuevas libertades, principalmente por razones económicas.

### Segunda Guerra Mundial
En 1939, la Unión Soviética obligó a Estonia a firmar un tratado sobre bases militares. Muchas de las islas en las que vivían los suecos estonios fueron confiscadas, se construyeron bases en ellas y sus habitantes se vieron obligados a abandonar sus hogares. Un año después, Estonia fue ocupada y anexionada a la Unión Soviética, y se perdió su voz en el gobierno. Los suecos estonios fueron reclutados para el Ejército Rojo y, durante la ocupación alemana, en las fuerzas armadas alemanas. La mayoría de los suecos estonios restantes huyeron a Suecia antes de la segunda invasión de Estonia por parte del ejército soviético en 1944. El 8 de junio de 1945, había 6.554 suecos estonios y 21.815 refugiados de etnia estonia en Suecia.

### Hoy en día
Hoy en día, pequeños grupos de suecos estonios restantes se están reagrupando y restableciendo su herencia mediante el estudio del idioma y la cultura suecas. Están dirigidos por el Consejo Sueco de Estonia, que cuenta con el respaldo del gobierno de Estonia. En 2000, los suecos eran el vigésimo primer grupo étnico más grande de Estonia, con solo 300. Sin embargo, hay muchos suecos estonios y descendientes de suecos estonios que residen en Suecia.

## Demografía

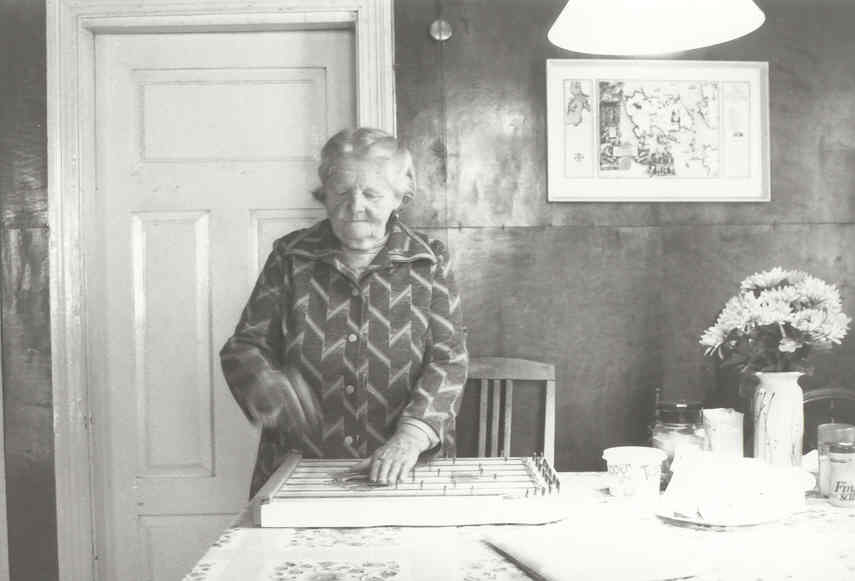
Maria Murman (1911-2004), una sueca estonia que permaneció en Estonia después de la Segunda Guerra Mundial, en Vormsi, 1994.

Las cifras de población durante los primeros siglos del asentamiento sueco no están disponibles. Al final del período teutónico, había probablemente alrededor de 1000 familias estonias suecas, con unos 1500 suecos en la capital Tallin (en sueco: Reval), dando una población total de aproximadamente 5 a 7 mil, alrededor del 2 al 3% de la población de lo que ahora es Estonia.
El censo ruso de 1897 da una población sueca total de 5.768 o 1,39% en la gobernación de Estonia. La mayoría de los suecos vivían en el condado de Wiek donde formaban una minoría del 5,6%.
El censo de 1922 da a Estonia una población total de 1.107.059 de los cuales los suecos estonios constituían solo el 0,7% (7.850 personas), que constituían mayorías en algunos lugares, como Ruhnu (en sueco: Runö), Vormsi (en sueco: Ormsö), Riguldi (en sueco: Rickull). Se redujo ligeramente a 7.641 en 1934. En el momento de la Segunda Guerra Mundial, la población era de casi 10.000, y aproximadamente 9.000 de estas personas huyeron a Suecia. Las ciudades con grandes poblaciones suecas antes de la guerra incluyen Haapsalu (en sueco: Hapsal) y Tallin.
Después de la Segunda Guerra Mundial, las cifras se mantuvieron bastante estables: había 435 suecos estonios en 1970, 254 en 1979 y 297 en 1989, cuando ocuparon el puesto 26 en la lista de grupos minoritarios de Estonia (antes de la Segunda Guerra Mundial, eran terceros en número, después de rusos y alemanes). El censo de 2000 muestra un número de 300, lo que coloca a los suecos en el puesto 20 de la lista de grupos minoritarios de Estonia. Sin embargo, solo 211 de ellos son ciudadanos estonios. Dado que no todos afirman su origen étnico real, algunos han estimado que el número real de suecos estonios en Estonia es de unos 1.000.

## Cultura

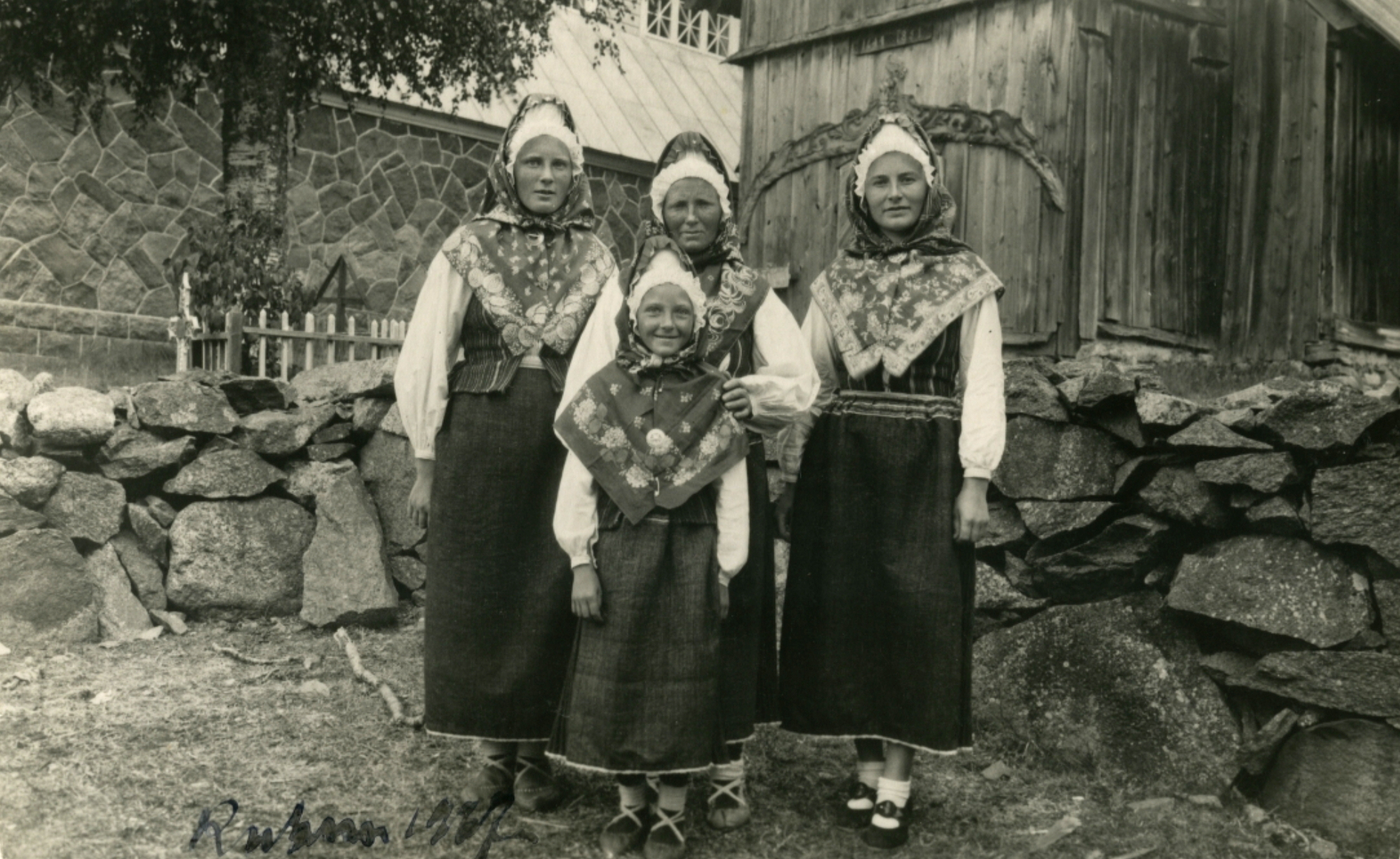
Mujeres suecas de Estonia ataviadas con vestimentas tradicionales (año 1937).

### Modo de vida
Los suecos estonios, al igual que los estonios, vivían de la agricultura y no tenían la posición especial en la sociedad que tenían los alemanes bálticos. Las industrias individuales más importantes fueron la ganadería y la pesca. Especialmente en Ruhnu, también se dedicaban a la captura de focas. Además de la agricultura, los estonios suecos trabajaban en el transporte marítimo.

### Arquitectura
Las viviendas típicas de los suecos estonios diferían de los equivalentes estonios. Los suecos estonios a menudo tenían un edificio residencial que constaba de tres habitaciones separadas y la ría en un edificio separado, mientras que los estonios a menudo tenían todo en el mismo edificio. El tipo estonio solo fue utilizado por los suecos estonios en Ruhnu. La casa estonio-sueca generalmente constaba de un salón con una chimenea abierta, una gran cabina y cámaras. El interior y el mobiliario de las casas solían ser más decorativos que los de los estonios. El pueblo sueco estonio generalmente constaba de un grupo de 30 a 50 granjas con calles que se bifurcaban. La diferencia entre las casas suecas-estonias y estonias también se podía ver en áreas con una población mixta.

## Idioma
No había un dialecto sueco-estonio unificado, sino varios que son subdivisiones de las variedades orientales del sueco estándar. Ruhnu tenía su propio dialecto, siendo otros el dialecto Vormsi-Noarootsi-Riguldi, y también había una variedad Pakri-Vihterpalu. El dialecto de Hiiumaa todavía lo hablan unos pocos en Gammalsvenskby (que se llama Gammölsvänskbi en el dialecto de Hiiumaa).